# Nanna melanosticta
Nanna melanosticta är en fjärilsart som beskrevs av Bethune-Baker 1911. Nanna melanosticta ingår i släktet Nanna och familjen björnspinnare. Inga underarter finns listade i Catalogue of Life.